# Thesium humbertii
Thesium humbertii är en sandelträdsväxtart som beskrevs av Cavaco & Keraudr.. Thesium humbertii ingår i släktet spindelörter, och familjen sandelträdsväxter. Inga underarter finns listade i Catalogue of Life.